# Gaetano Mormile
Gaetano Mormile, né en 1839 à Naples et mort en 1890, est un peintre italien, principalement de sujets de genre, souvent des paysans en costume folklorique, mais aussi des sujets vedute et néo-pompéiens.

## Biographie
Gaetano Mormile naît en 1839 à Naples.
Il étudie à l'Académie de Naples sous Giuseppe Mancinelli. Parmi ses œuvres exposées figurent des tableaux intitulés Il girovago (Rover), La Guzla (Turin), Vien lo Sposo (« Voilà le marié ») (Milan), Lundi après la Pentecôte (Bruxelles), Vanità precoce, Fra Girolamo Savonarole, Il ritorno della Madonna dell' Arco (« Le Retour de la Vierge de l'Arc), Il Racconto (« L'histoire ») et La Matassa (« La Pelote »). En 1884, à Turin, il affiche Passa la Vacca (« La Vache Passe »), Tre per una lira (« Trois pour une Lire »), L'ombrello del frate (« Le parapluie du moine »), Un' antica passione (« Une Passion ancienne »).
En 1859, il expose pour la première fois à la Promotrice napolitaine avec des tableaux tels que Costume napolitain (1862) , Un Concert et Un Frate Questuante (« Un frère mendiant »)  (1863), Il Curato (« Le Remède »)  (1866). Dans les années suivantes, il expose : Innocenza e Brio (« Innocence et Brio ») (1873, à l'Exposition Internationale de Vienne); I Concorrenti (« Les Concurrents »), Una Visita (« Une Visite »), La Difesa del Convento di San Marco (« La Défense du Couvent de San Marco »),  Il Messaggio Amoroso (« Le Message de l'Amour ») et À Pompéi (1877, Exposition Nationale de Naples).
Il ouvre un atelier dans la via Chiatamone à Mergellina, Naples et expose à Milan (1872-1885), Turin (1873-1882), Gênes (1873-1885) et Rome (1873). Il est probable que le peintre Salvatore Mormile (également né en 1839 à Naples) soit son frère jumeau.